# Pamiętnik Literacko-Naukowy
Pamiętnik Literacko-Naukowy – czasopismo wydawane przez Bratnią Pomoc Akademickiego Obozu we Fryburgu w Szwajcarii.
Obóz we Fryburgu został utworzony dla polskich żołnierzy internowanych w Szwajcarii w celu umożliwienia im podjęcia studiów na miejscowym uniwersytecie. Pierwszy numer pisma ukazał się w marcu 1941, a w następnych latach nieregularnie kilka kolejnych numerów. Pismo wspierane było przez Fundusz Kultury Narodowej. Poruszało tematy historyczne i współczesne, drukowało poezję. W „Pamiętniku” publikowano teksty autorów, takich jak Andrzej Czyżowski, Jerzy Brzozowski, Janusz Teodor Dybowski, Zygmunt Estreicher.